# Savigna
Savigna är en kommun i departementet Jura i regionen Bourgogne-Franche-Comté i östra Frankrike. Kommunen ligger i kantonen Arinthod som tillhör arrondissementet Lons-le-Saunier. År 2013 hade Savigna 123 invånare.

## Befolkningsutveckling
Antalet invånare i kommunen Savigna
Referens:INSEE